# جنتریز میل (کنتاکی)
جنتریز میل (به انگلیسی: Gentrys Mill) یک منطقهٔ مسکونی در ایالات متحده آمریکا است که در شهرستان ادیر، کنتاکی واقع شده‌است. جنتریز میل ۲۶۳٫۰۵ متر بالاتر از سطح دریا واقع شده‌است.